# Myo Ko Tun
Myo Ko Tun (* 9. März 1995 in Pakokku) ist ein myanmarischer Fußballspieler.

## Karriere

### Verein
Myo Ko Tun spielt seit mindestens 2015 für den Yadanarbon FC. Der Verein aus Mandalay spielte in der ersten Liga des Landes, der Myanmar National League. Mit dem Verein wurde er 2015 Vizemeister, 2016 feierte er die myanmarische Fußballmeisterschaft.

### Nationalmannschaft
Myo Ko Tun spielt seit 2016 für die Nationalmannschaft von Myanmar. Sein Debüt in der Nationalmannschaft gab er am 29. März 2016 in einen WM-Qualifikationsspiel gegen den Libanon. Hier stand er in der Startelf und wurde in der 79. Minute für Kyaw Zin Lwin ausgewechselt.

## Erfolge
Yadanarbon FC
- Myanmar National League: 2016